# Tarasa urbaniana
Tarasa urbaniana är en malvaväxtart som först beskrevs av Oskar Eberhard Ulbrich, och fick sitt nu gällande namn av Antonio Krapovickas. Tarasa urbaniana ingår i släktet Tarasa och familjen malvaväxter. Inga underarter finns listade i Catalogue of Life.